# Otón de Stolberg-Wernigerode
El Conde Otón de Stolberg-Wernigerode (en alemán: Otto Graf zu Stolberg-Wernigerode; 30 de octubre de 1837-19 de noviembre de 1896) fue un político del Imperio alemán y el primer Vicecanciller de Alemania.

## Biografía
Nació en el castillo de Gedern, Hesse, el tercero y último de los hijos del Conde Hermann de Stolberg-Wernigerode (1802-1841, él mismo un hijo de Enrique de Stolberg-Wernigerode) y de su esposa, la Condesa Emma de Erbach-Fürstenau (bisnieta del Conde Jorge Alberto III de Erbach-Fürstenau). En la antigua y noble Casa de Stolberg habían sido gobernantes cuasi-soberanos de su Condado de Stolberg-Wernigerode hasta la mediatización alemana, cuando pasaron bajo jurisdicción de Prusia en 1815. Su hermano mayor Alberto (Albrecht) murió cuando él solo tenía cuatro años, y su padre murió poco después del dolor por esa pérdida.
Habiendo estado escolarizado en Duisburgo, estudió leyes y administración en las universidades de Gotinga y Heidelberg. Entre 1859 y 1861, sirvió como oficial de caballería en el regimiento del Cuerpo de Guardias del Ejército prusiano. 
Reconstruyó su residencia en el Castillo de Wernigerode en un elegante estilo Gründerzeit. En 1867 fue elegido Primer Presidente (Oberpräsident) de la Provincia prusiana de Hannover por instigación del Ministro-presidente Otto von Bismarck.
Stolberg se propuso integrar la anexada provincia en el estado prusiano. Habiendo servido en el Reichstag (Parlamento) de la Confederación Alemana del Norte de 1867 a 1871, pasó a ser un miembro del Partido Libre Conservador y desde entonces tomó un asiento tanto en el Reichstag como en la Cámara Alta Prusiana (como su presidente a partir de 1872). En marzo de 1876 pasó a ser embajador alemán en Austria-Hungría, otra vez a propuesta de Bismarck.
En 1878, fue elegido Vicecanciller alemán bajo el Canciller Bismarck. Stolberg fue instrumental en el desarrollo de la Doble Alianza con Austria que fue establecida en otoño de 1879. También dio apoyo a las Leyes Antisocialistas de Bismarck; no obstante, con el tiempo tuvo diferencias crecientes con el Canciller y finalmente dimitió del puesto en 1881. Stolberg permaneció como político activo, sirviendo como Tesorero prusiano y Ministro de la Casa Real. En 1890 le fue concedido el título hereditario de Príncipe (Fürst en alemán) por el emperador Guillermo II.
Stolberg murió en el Castillo de Wernigerode, a la edad de 59 años.

## Matrimonio e hijos
El 22 de agosto de 1863 en el Castillo de Staniszów, contrajo matrimonio con Ana de Reuss-Köstritz (1837-1907). Tuvieron los siguientes hijos:
- Cristián Ernesto (1864-1940), Príncipe de Stolberg-Wernigerode, desposó en 1891 a la Condesa María de Castell-Rüdenhausen (1864-1942)
- Isabel (1866-1928), desposó en 1885 al Conde Constantino de Stolberg-Wernigerode (1843-1905)
- Hermann (1867-1913), desposó en 1910 a la Princesa Dorotea de Solms-Hohensolms-Lich (1883-1942), hija de Hermann de Solms-Hohensolms-Lich
- Guillermo (1870-1932), desposó en 1910 a la Princesa Isabel de Erbach-Schönberg (1883-1966)
- Enrique (1871-1874)
- María (1872-1950), desposó en 1902 al Conde Guillermo de Solms-Laubach (1861-1936)
- Emma (1875-1956), desposó en 1894 al Príncipe Carlos de Solms-Hohensolms-Lich (1866-1920)

## Honores
- Reino de Prusia:[1]
  - Caballero de Honor de la Orden de San Juan, 1859; Comandante, 1867[2]
  - Cruz de Caballero de la Orden de Hohenzollern, con Espadas y Cruz de San Juan con Banda Blanca, 1867; Cruz de Gran Comandante con Espadas en Anillo, 1873; con Estrella, 17 de junio de 1881[2]
  - Cruz de Hierro (1870), 2ª Clase en Banda Blanca
  - Gran Cruz del Águila Roja, con Hojas de Roble, 11 de junio de 1879;[2] con Corona, 12 de junio de 1892[3]
  - Caballero del Águila Negra
- Gran Ducado de Oldemburgo: Gran Cruz de la Orden de Pedro Federico Luis, con Corona Dorada, 16 de junio de 1869[4]
- Gran Ducado de Hesse:[1]
  - Gran Cruz del Mérito de la Orden de Felipe el Magnánimo, con Espadas, 17 de octubre de 1877[5]
  - Gran  Cruz de la Orden de Luis, 12 de septiembre de 1880[5]
  - Caballero del León Dorado, 4 de mayo de 1888[5]
- Austria-Hungría: Gran Cruz de la Orden Real Húngara de San Esteban, 1878[6]
- Anhalt: Gran Cruz de la Orden de Alberto el Oso, 1882[7]
- Ducados Ernestinos: Gran Cruz de la Orden de la Casa Ernestina de Sajonia, 1882[8]
- Reino de Baviera: Gran Cruz del Mérito de la Corona Bávara, 1886[9]
- Gran Ducado de Baden:[10]
  - Caballero de la Orden de Bertoldo I, 1887
  - Caballero de la Orden de la Fidelidad, 1888
- Ducado de Brunswick: Gran Cruz de la Orden de Enrique el León, 1887[11]
- Familia Real Hanoveriana: Comandante de la Real Orden Güélfica, 1ª Clase[1]
- Mecklemburgo: Gran Cruz de la Corona Wéndica, con Corona en Mineral[1]
- Reino de Sajonia: Gran Cruz de la Orden de Alberto[1]
- Países Bajos: Gran Cruz del León Neerlandés[1]
- Reino de Rumania: Gran Cruz de la Estrella de Rumania[1]
- Imperio ruso: Caballero de San Alejandro Nevski, en Diamantes[1]
- Reino de Wurtemberg: Gran Cruz de la Corona de Wurtemberg, 1892[12]